# Término
Término ou Termo (em latim: Terminus) era o deus romano dos fins. Era a deidade dos termos, lindes, marcos e pedrões. Consagrava-se a ele os fevereiros, quando ocorra a sua festa, dita Terminalia. Nelas, cada pater familias acendia uma fogueira aonde seus filhos derramavam vinho e sementes enquanto entoavam cantos.